# David Sieber
David Sieber (* 1. November 1962) ist ein Schweizer Journalist.

## Werdegang
Sieber stieg 1989 in den Journalismus ein und arbeitete als Auslands- und Wirtschaftsredaktor bei der Südostschweiz. 1995 wurde er für diese Zeitung Bundeshausredaktor in Bern. Danach leitete Sieber das Ressort Schweiz der Berner Zeitung. Nach Weiterbildungen arbeitete er als freier Journalist für die Mittelland-Zeitung und die Südostschweiz am Sonntag. Von 2007 bis 2008 war Sieber Bundeshausredaktor für die Zeitung Sonntag.
Von 2009 bis 2015 war er Chefredaktor der Zeitung Die Südostschweiz. Ende 2015 gab er die Redaktionsleitung auf eigenen Wunsch ab. Von März 2016 bis September 2018 war er Chefredaktor der von den AZ Medien herausgegebenen Basellandschaftlichen Zeitung (einschliesslich der bz Basel). Auf April 2019 wurde er Chefredaktor der Fachzeitschrift Schweizer Journalist. Ende 2020 endete die auf Mandatsbasis vereinbarte Zusammenarbeit mit dem Medienfachverlag Oberauer. Derzeit ist er als Produzent des Telebasel-Sonntagstalks tätig und betreut ein Mandat des Onlineportals Bajour.